# 長沙事件
長沙事件（ちょうさじけん）とは、1923年（大正12年）6月1日、長沙において発生した排日運動を鎮圧するために上陸した日本海軍・伏見の陸戦隊によって長沙市民が多数殺傷された事件。
汽船「武陵丸」の入港に反対する学生の排日運動を鎮圧することが目的とされたが、事件を機に排日運動はさらに激化したため鎮圧に手間取り、完全に沈静化したのは6月19日であった。